# South Bank Sculpture Stroll
South Bank Sculpture Stroll is een beeldenroute tussen het Royal National Theatre en Saint Thomas' Hospital op de South Bank van de rivier de Theems in Londen. De route in onderdeel van het Southbank Centre.
De beeldenroute bestaat uit 20 sculpturen van Britse en internationale kunstenaars.
1. Frank Owen Dobson : London Pride (1987) bij het National Theatre
2. John Main : Arena (1983/88) bij het National Theatre
3. George Vulliamy : The Sturgeon Lampstandards (1870/1964)
4. Philip Vaughan & Roger Dainton : Neon Tower (1972) van de Hayward Gallery
5. Anne Nicholson : Pend (1983) bij de Queen Elisabeth Hall
6. William Pye : Zemran (1972) bij de Royal Festival Hall
7. Ian Walters : Buste Nelson Mandela (1985), Royal Festival Hall
8. Richard Harris : Riverwalk (1983), Passage Paving[1]
9. Alexander : Jubilee Oracle (1980), Jubilee Gardens
10. Ian Walters : International Brigade Memorial (1985), Jubilee Gardens
11. Franta Belsky : The Shell Fountain (1960), Shell Centre
12. Siegfried Charoux : Motor Cyclist (1957), Shell Centre
13. Salvador Dalí : Space Venus, Space Elephant en Nobility of Time (1977/84), Dalí Universe Exhibits
14. W.F. Woodington : South Bank Lion (1837), Westminster Bridge (gerestaureerd 1951)
15. Naum Gabo : Revolving Torsion Fountain (1972), St. Thomas' Hospital Gardens
16. Grinling Gibbons : Robert Clayton Statue (1702), St. Thomas' Hospital
17. Pieter Scheemakers : Edward VI Statue (1736), St. Thomas' Hospital
18. Thomas Cartwright : Edward VI Statue (1682), St. Thomas' Hospital
19. Rick Kirby : Cross The Divide (2000), St. Thomas' Hospital
20. Bernard Schottlander : South of the River (1972), Becket House

## Fotogalerij

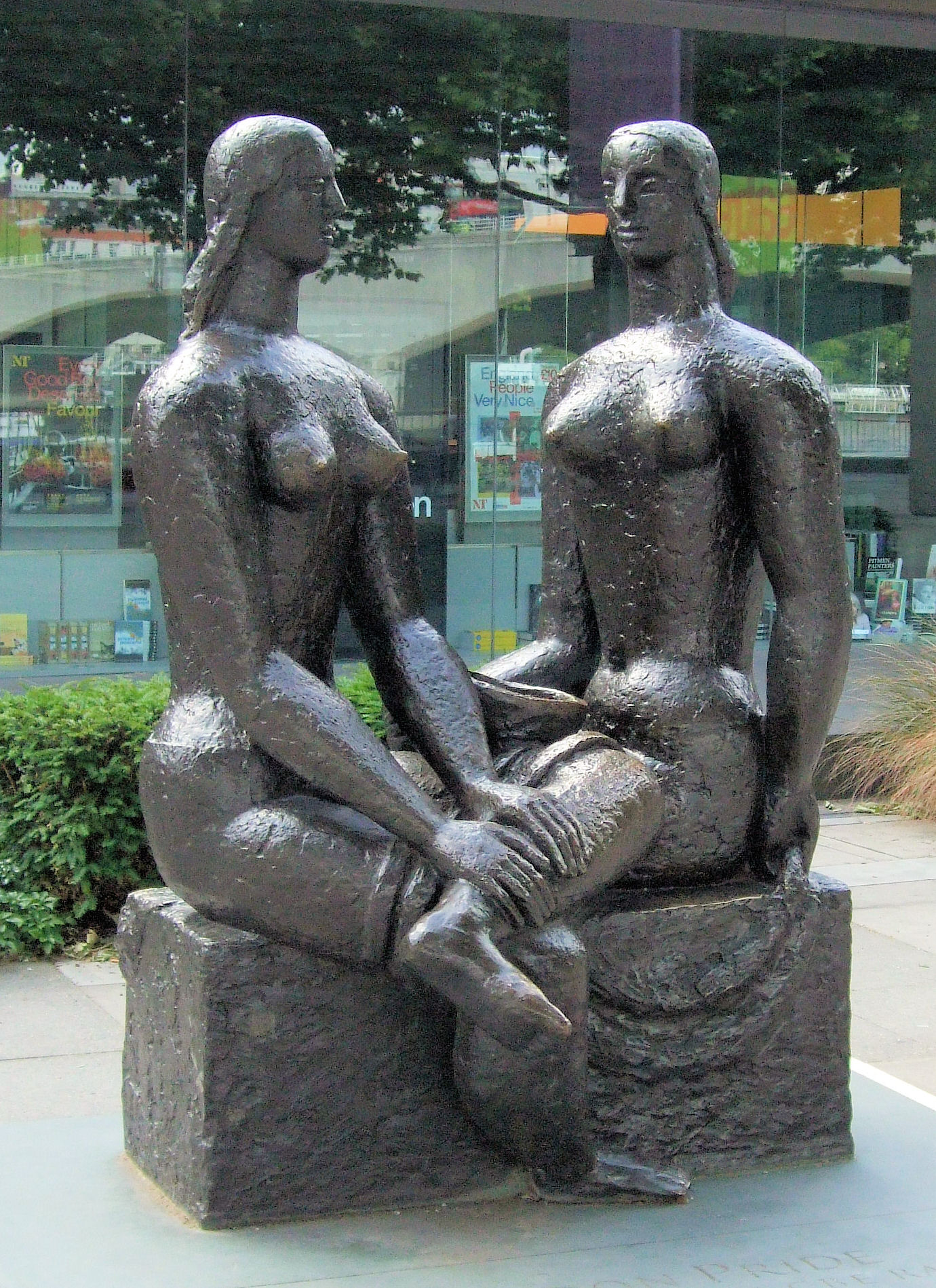
1. London Pride
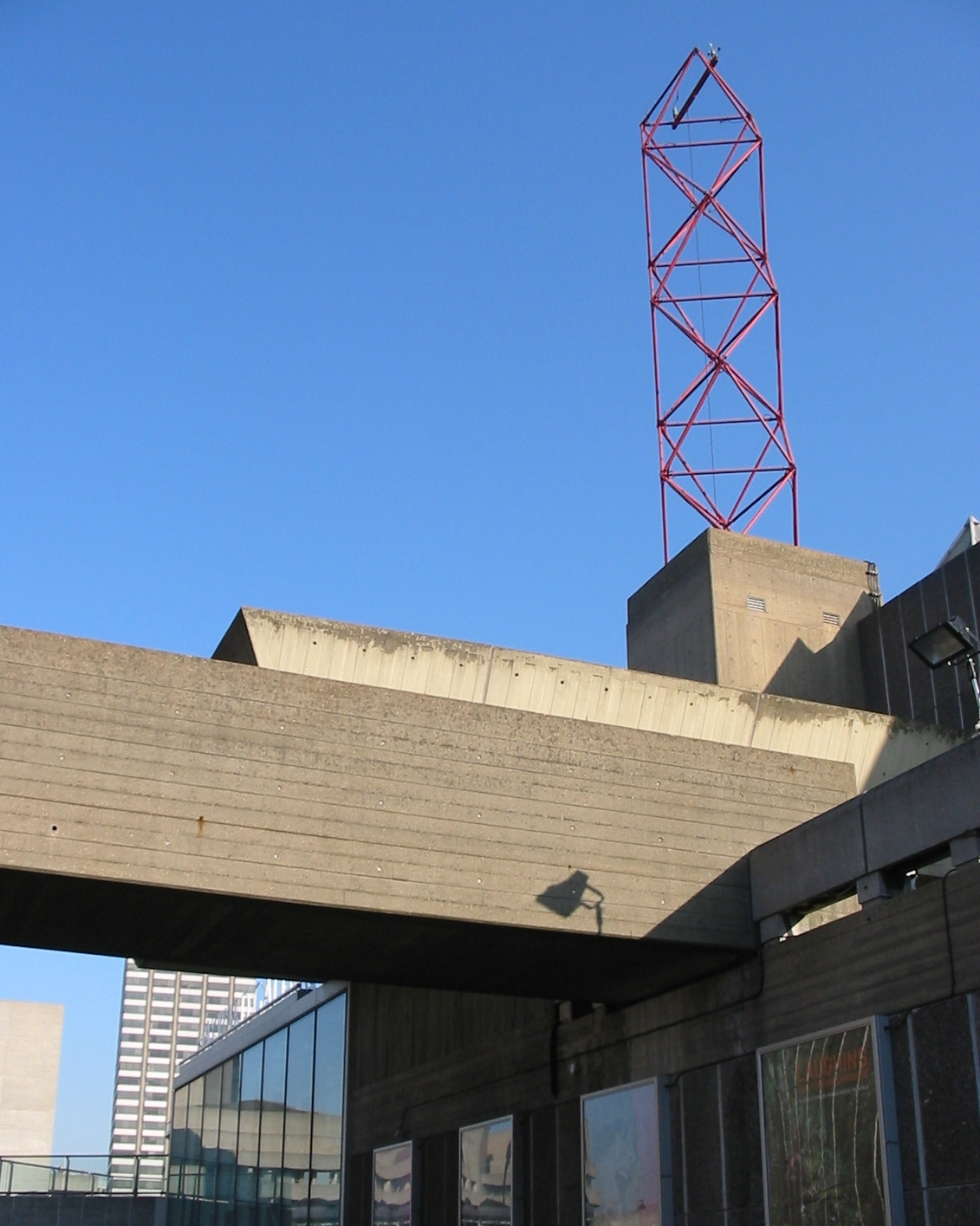
4. Neon Tower
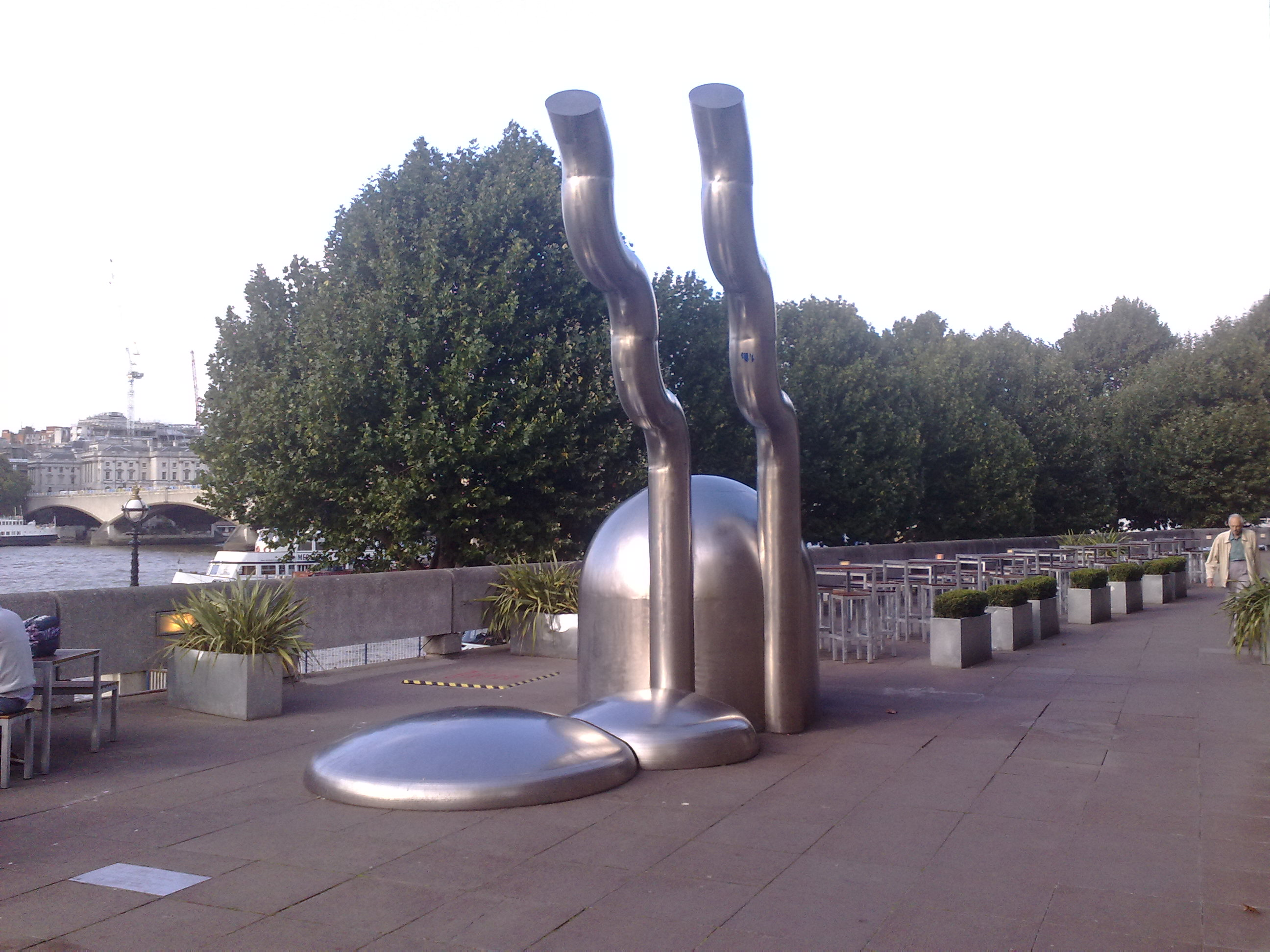
6. Zemran
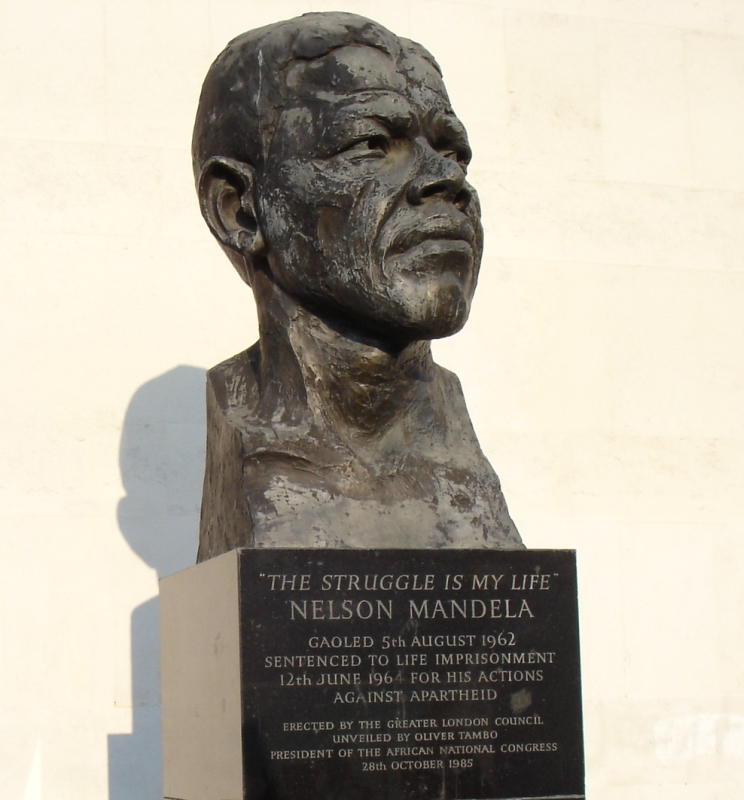
7. Nelson Mandela
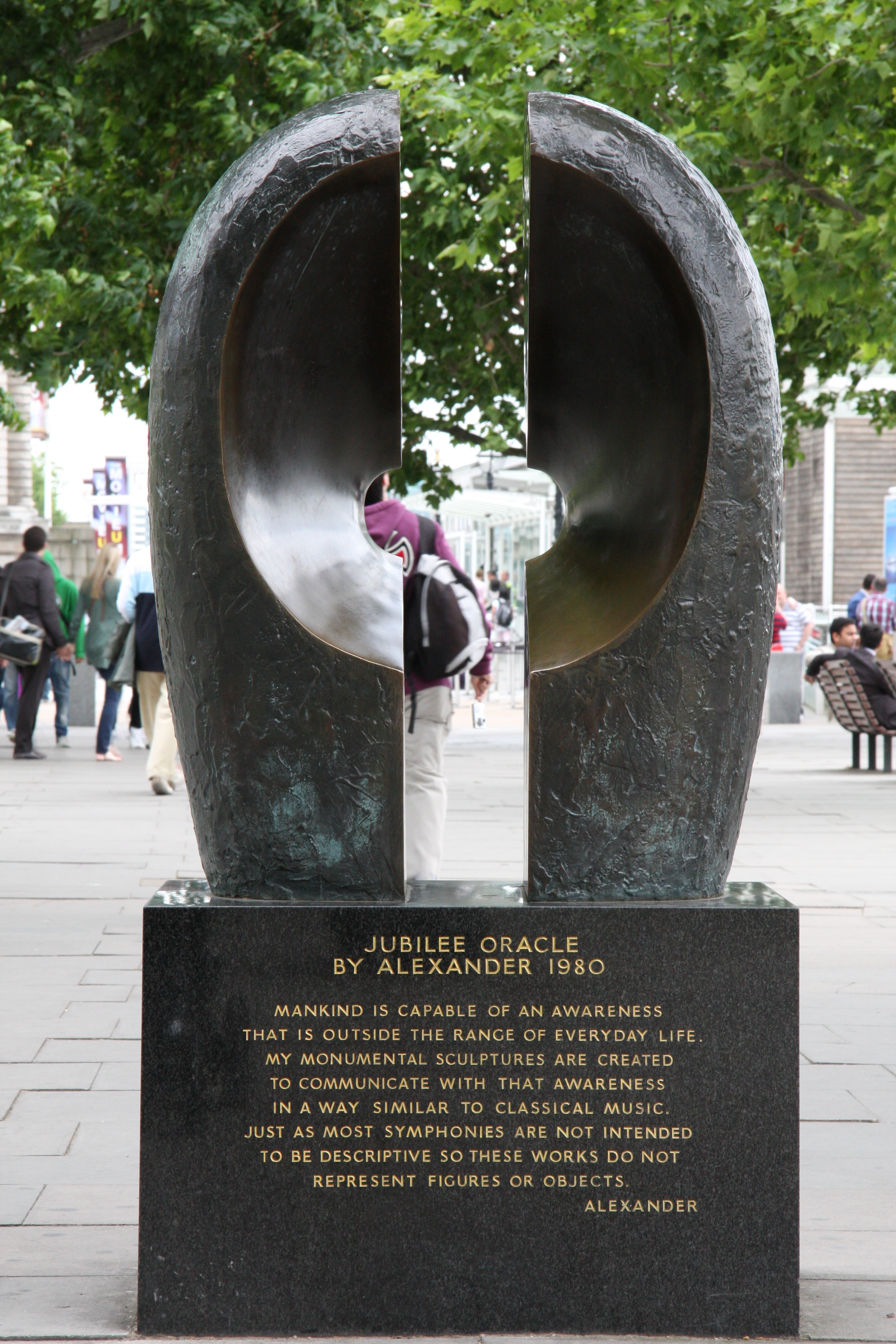
9. Jubilee Oracle
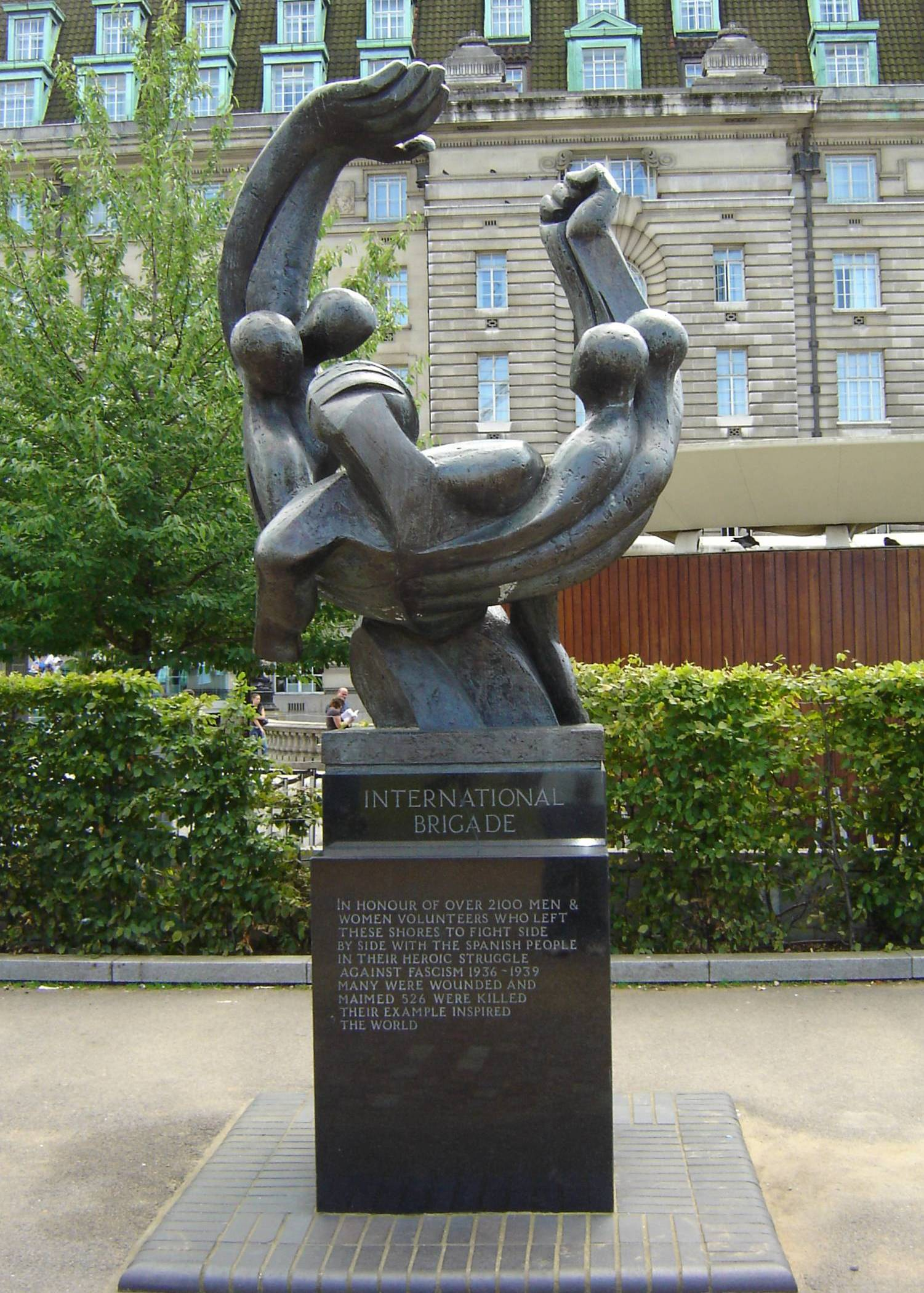
10. International Brigade Memorial
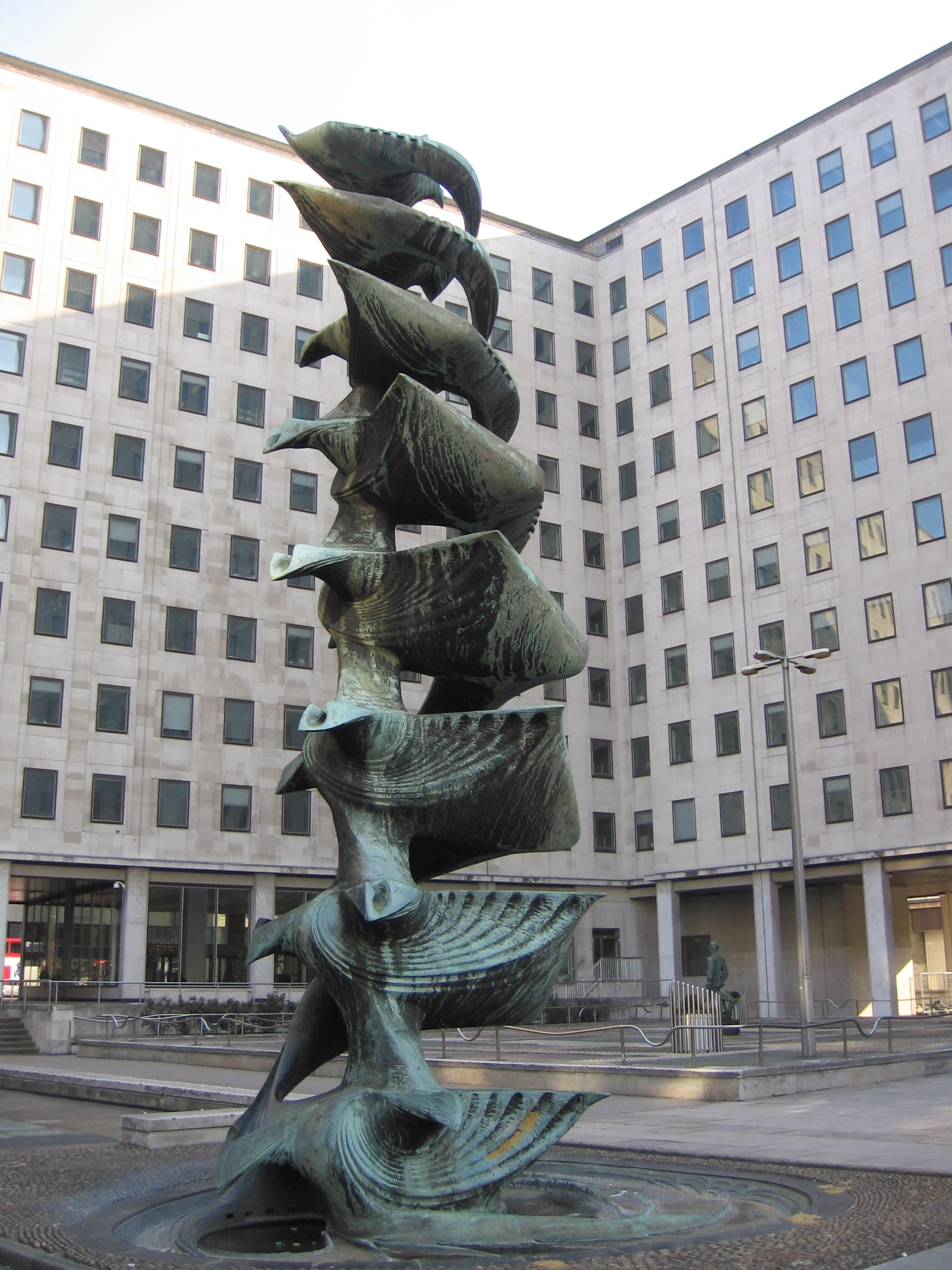
11. The Shell Fountain
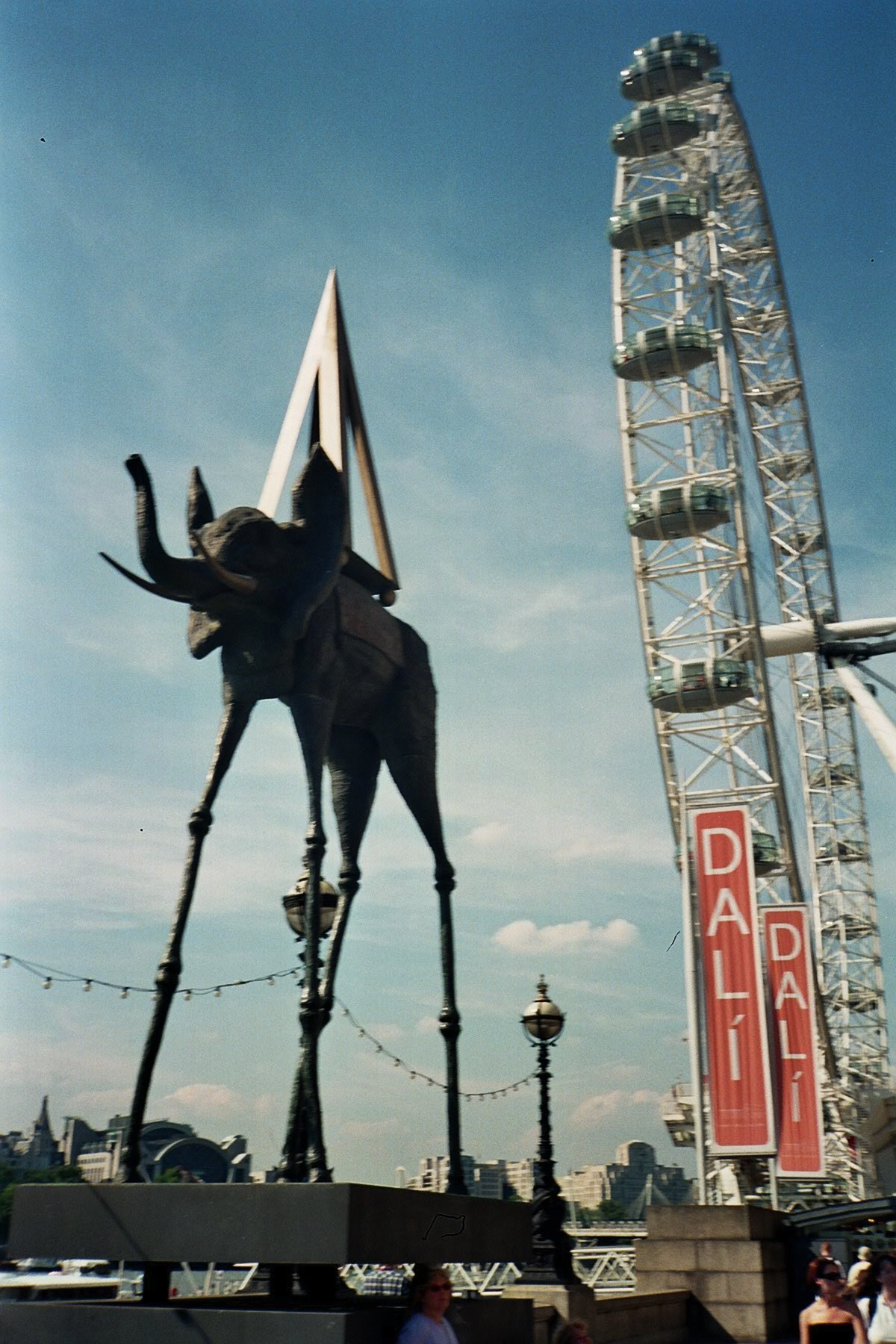
13. Space Elephant
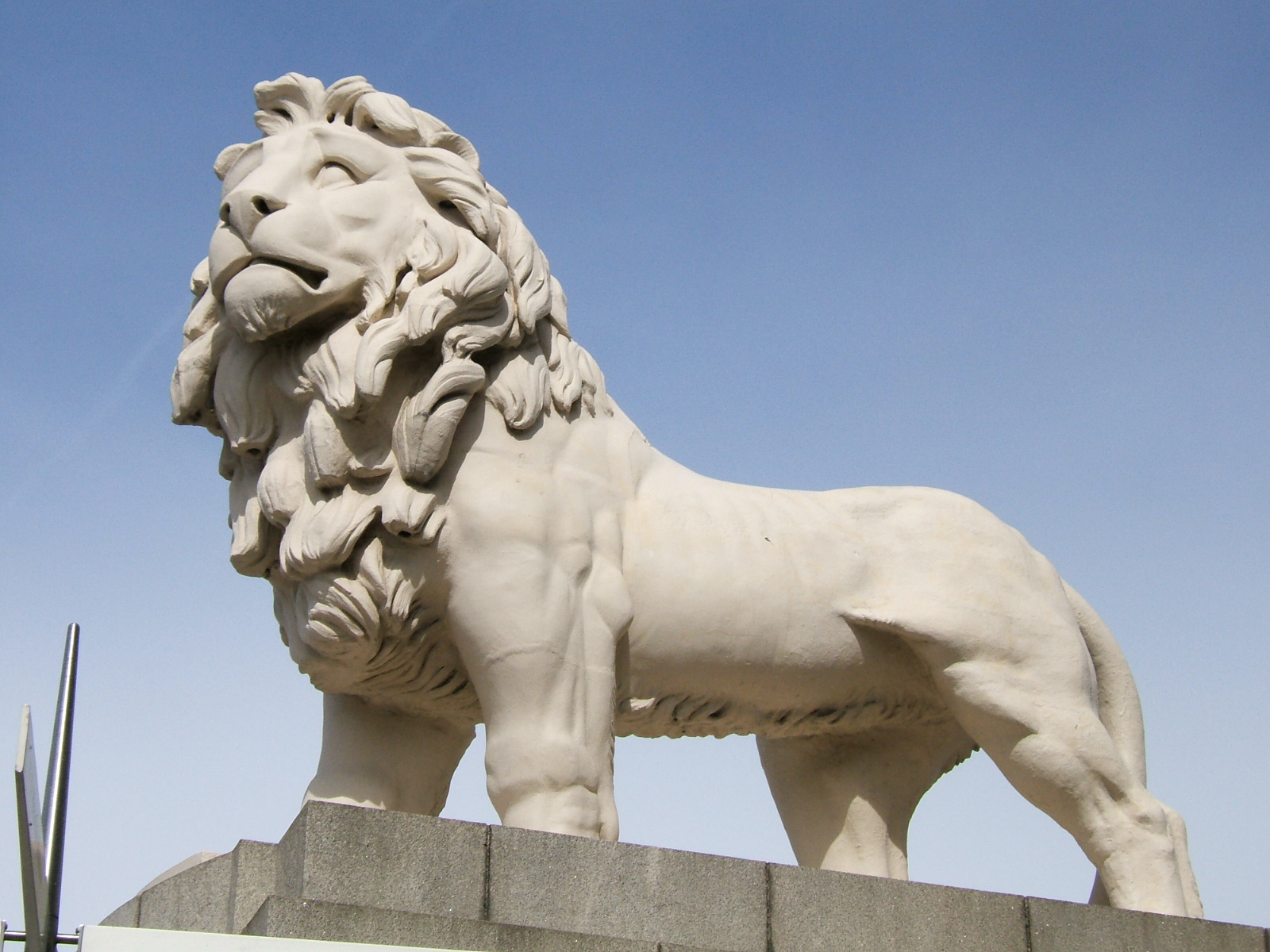
14. South Bank Lion
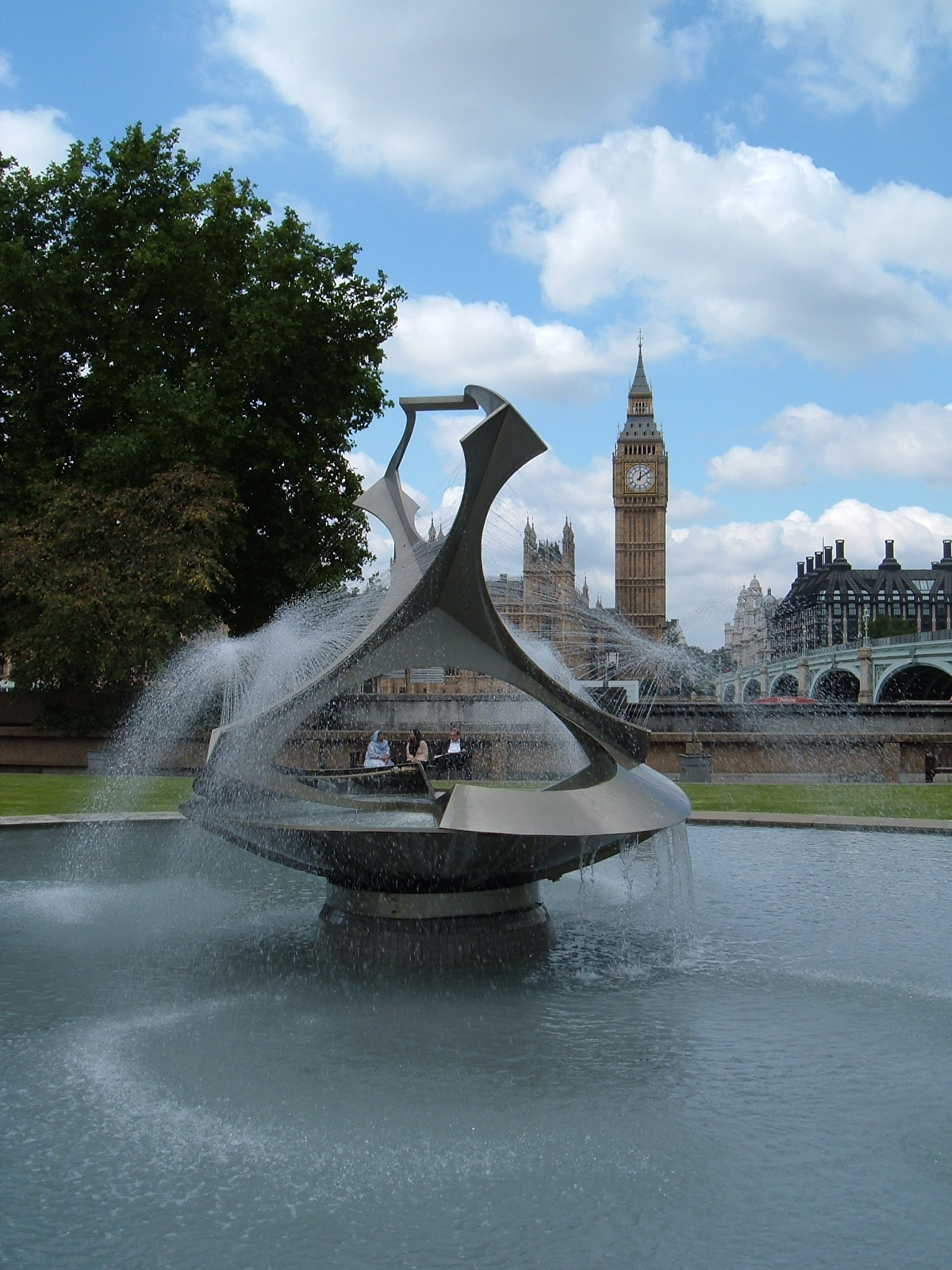
15. Revolving Torsion Fountain
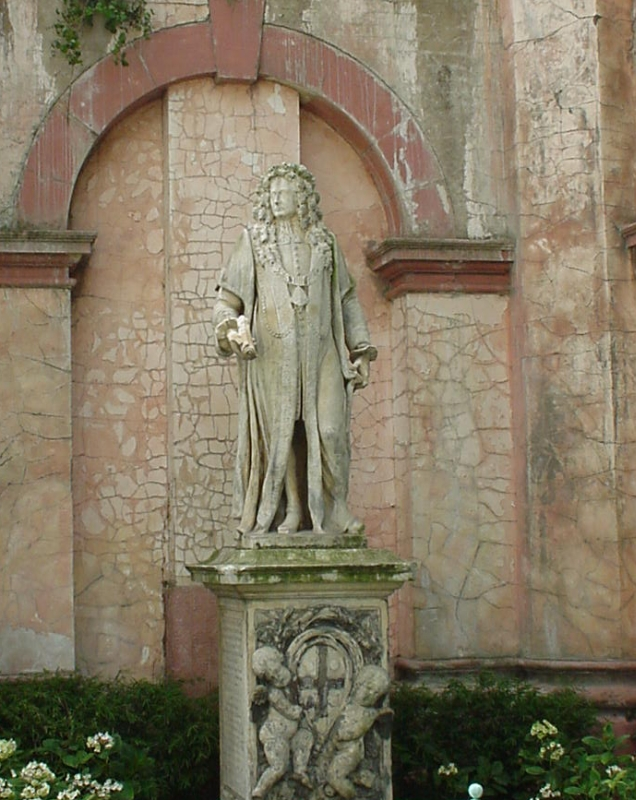
16. Robert Clayton Statue
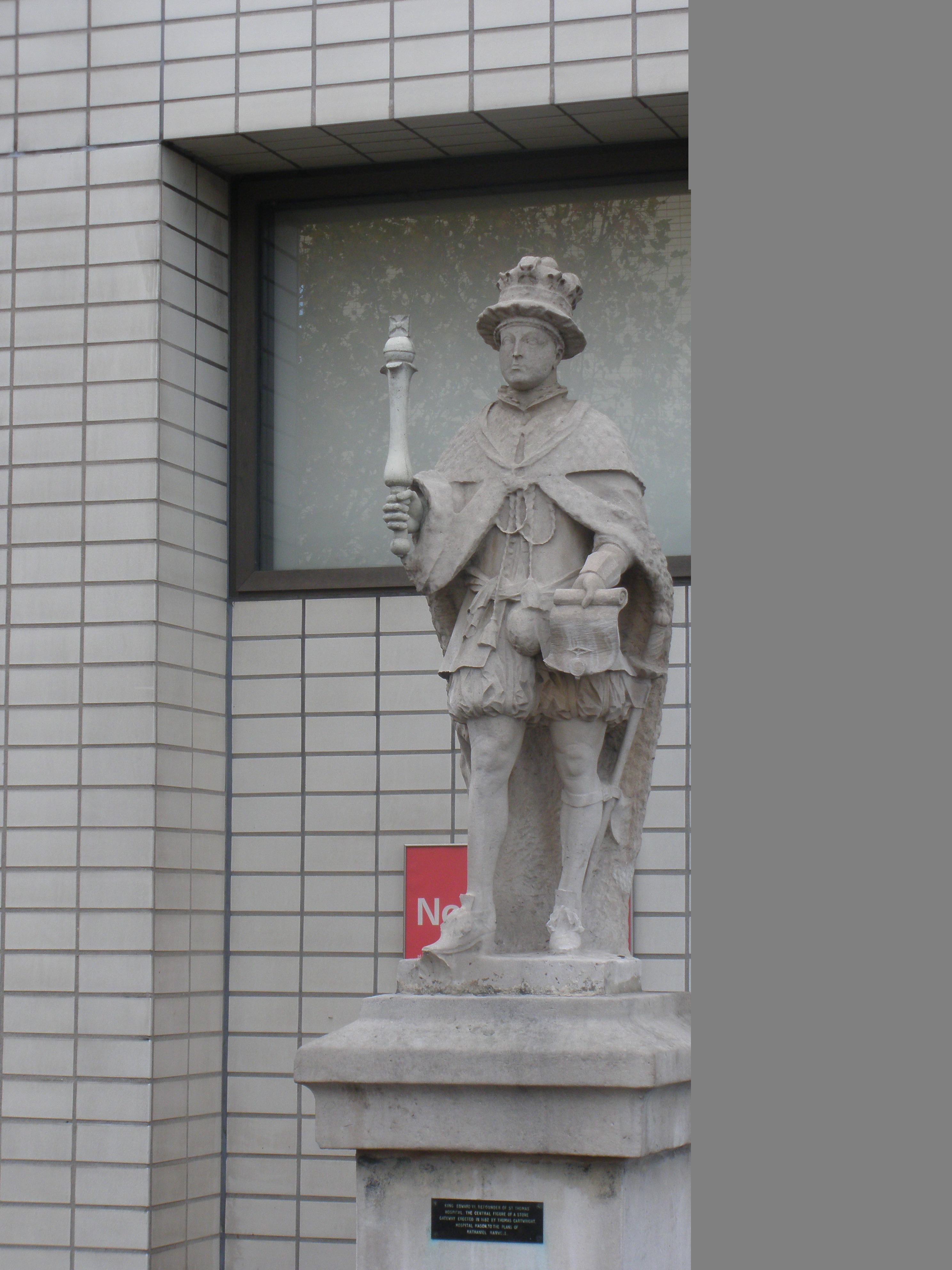
18. Edward VI Statue
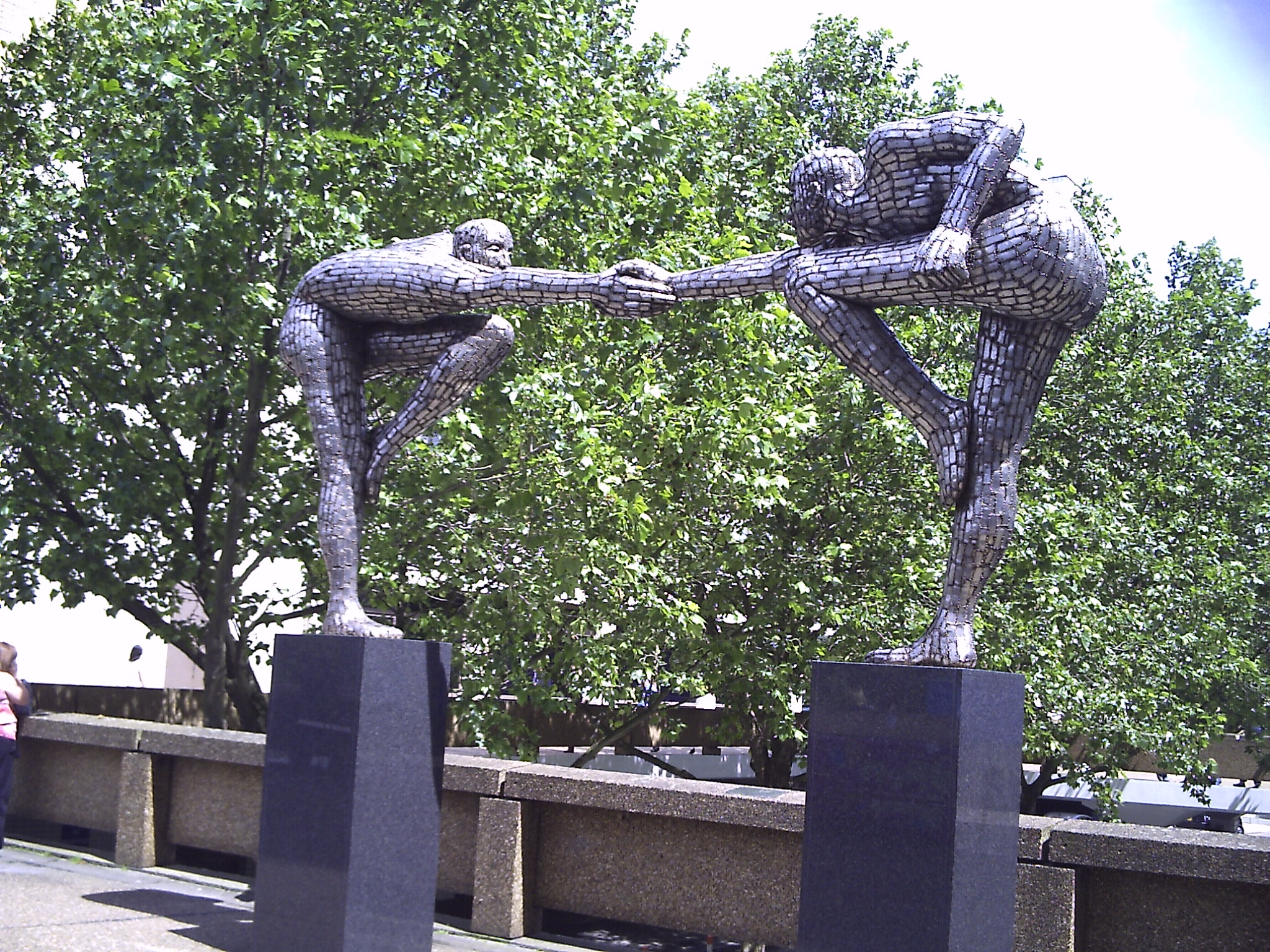
19. Cross the Divide
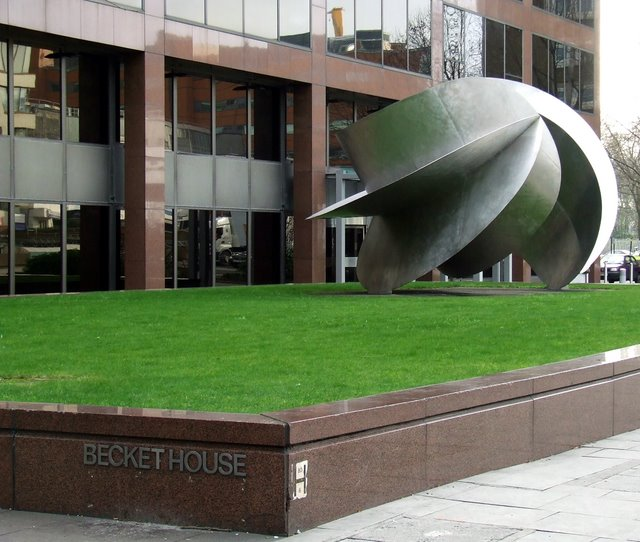
20. South of the River